# Park Jang-soon
Park Jang-soon, in hangŭl: 박장순 (10 aprile 1968), è un ex lottatore sudcoreano, specializzato nella lotta libera.

## Palmarès

### Olimpiadi
- 3 medaglie:
  - 1 oro (Barcellona 1992 nei pesi welter)
  - 2 argenti (Seul 1988 nei pesi leggeri; Atlanta 1996 nei pesi welter)

### Mondiali
- 1 medaglia:
  - 1 oro (Toronto 1993 nei 74 kg)